# Ebba Eriksdotter Vasa

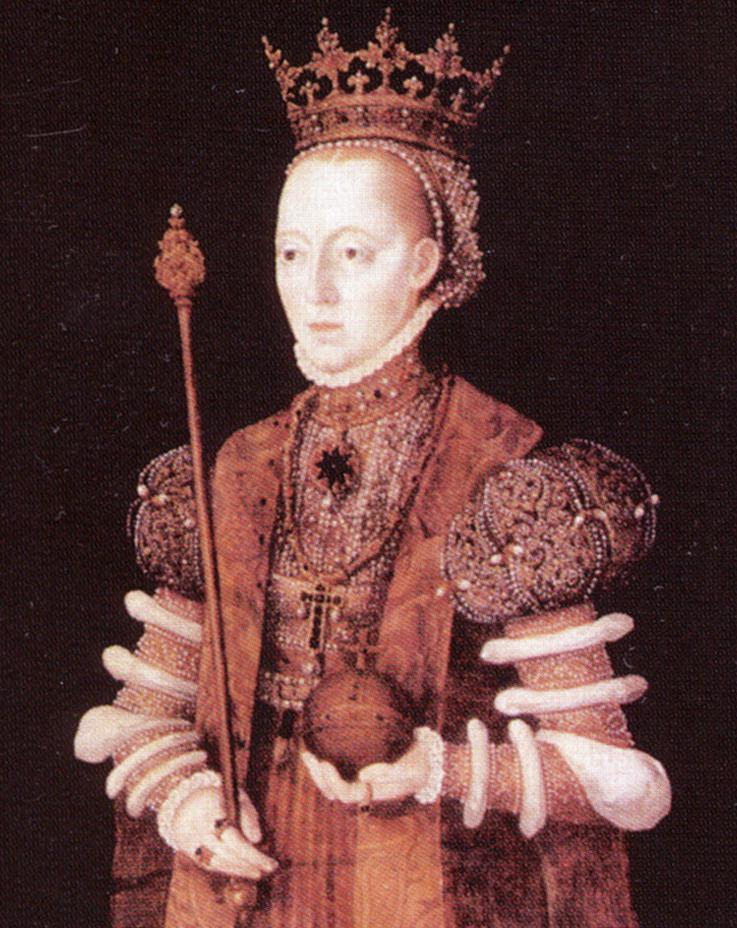
La reine Marguerite, deuxième épouse du roi Gustave Ier

Ebba Eriksdotter Vasa, né vers 1490, morte le 22 novembre 1549 à l'abbaye de Vreta dans l'Östergötland, est une femme de la noblesse suédoise, cousine au second degré et belle-mère au second degré du roi Gustave Vasa, en tant que mère de la reine Marguerite Eriksdotter Leijonhufvud.

## Biographie
Ebba est la fille cadette d'Erik Karlsson Vasa, conseiller et hövitsman (sv) à la Cour, et d'Anna Karlsdotter, et la sœur de Marguerite von Melen (sv). Elle se marie le 18 janvier 1512 au sein de la paroisse Saint-Laurent (sv) de Söderköping, dans l'Östergötland, avec le chevalier et conseiller Erik Abrahamsson. 
Veuve lors de l'exécution de son mari dans le bain de sang de Stockholm de 1520, Ebba et ses enfants sont placés sous la protection du monastère de Västerås (sv) à la demande de son mari, qui les y avait envoyés pour leur sécurité. Ebba est autorisée à conserver les biens de son mari malgré l'exécution de ce dernier, probablement en raison de l'instabilité générale qui règne en Suède à l'époque. Elle s'installe ensuite au château de Lo (sv), situé sur l'île de Loholmen, dans le lac d'Anten (sv), près de Gräfsnäs, dans l'actuelle municipalité d'Alingsås, dans le Västergötland. La deuxième résidence de la famille était Ekeberg, sur le lac Hjälmaren, dans la région de Närke. 
Ebba Eriksdotter ne participe pas à la lutte de sa sœur et de son beau-frère Christine Gyllenstierna et Søren Norby contre le roi en 1525 et reçoit les biens confisqués de sa sœur et de son beau-frère en échange de sa loyauté. Dans les années 1520, comme sa mère, elle est impliquée dans plusieurs conflits de propriété avec le Conseil privé, mais elle est favorisée par le roi, reçoit le droit de conserver les biens royaux (amendes qui, autrement, appartiennent à la couronne) et, en tant que veuve et chef de famille, accomplit son devoir militaire et paie pour six cavaliers en 1531. En tant que cousine au second degré du roi, elle est probablement l'une des « plus éminents seigneurs et dames du royaume » qui ont accompagné la sœur et le beau-frère du roi en septembre 1531 pour escorter la fiancée du roi, Catherine de Saxe-Lauenbourg, en Suède, et qui ont assisté au mariage à Stockholm. Sa fille Brita épouse peu après un courtisan du roi lors d'un mariage organisé par le couple royal .

### Belle-mère du roi
En octobre 1536, la fille d'Ebba, Marguerite, épouse le roi Gustave Vasa, faisant d'Ebba la belle-mère de son cousin au second degré, le roi, qui l'appelle par la suite « chère mère » et semble avoir eu de bonnes relations avec elle. En tant que belle-mère du roi, Ebba et sa famille bénéficient de plusieurs avantages. Elle et sa mère reçoivent des legs et le droit de collecter une partie de l'impôt auprès des paysans. Avec le soutien du roi, elle peut profiter de la réforme de 1527 permettant aux particuliers de récupérer les domaines donnés à l'Église par leurs ancêtres, et plusieurs domaines précédemment donnés par sa famille à l'Église ont pu passer sous sa propriété personnelle. Le roi l'assiste dans un litige foncier avec Christian II de Danemark, lorsque son huissier saisit des fermes appartenant à un Danois et à l'intendant du château de Varberg : le roi affirme alors que « la mère de notre chère épouse, madame Ebba, une femme honnête et décente », agit conformément à la loi suédoise. Ebba exerce une grande influence à la cour pendant la première année de mariage de sa fille. En février 1537, le roi accorde son pardon « pour l'amour de notre très chère épouse et l'intercession diligente de sa très chère mère ». Elle reçoit des informations du roi, qui lui demande de vérifier si les plaintes selon lesquelles les baillis d'Alvastar et du monastère de Skänninge sont inaptes à leur fonction sont fondées. Pendant la querelle des Dacke, elle est également chargée de surveiller les baillis de Sten, son fils absent, pour éviter qu'ils ne maltraitent les paysans, ce qui pourrait les amener à rejoindre les Dacke.
En tant que belle-mère du monarque, elle se voit confier, avec sa famille et ses proches, certaines tâches cérémonielles, et sa présence à la cour est souvent remarquée. Lors du baptême de sa petite-fille, la princesse Cécile, elle marche en procession juste après sa fille, la reine Marguerite, accompagnée de son fils Abraham et de son gendre Gustave. On ne sait pas si Ebba a bénéficié d'un service formel à la cour, car les listes de personnel ne sont conservées que de manière fragmentaire pour cette période, mais la répartition des chambres confirme qu'Ebba, comme Christine Gyllenstierna, était en tout cas souvent à la cour dans des appartements proches de ceux de la reine Marguerite. Au printemps 1540, par exemple, le couple royal se rend à Älvsborg et laisse les enfants royaux à la garde d'Ebba au château d'Örebro (sv). Ebba aurait été la gardienne la plus fréquente en de telles occasions, en plus de Christine Gyllenstierna et de la nourrice Brigitta Lars Andersson (sv). 
Ebba est restée catholique toute sa vie et se retire finalement à l'abbaye de Vreta, qui bénéficie de son patronage pendant la Réforme suédoise alors en cours ; le roi lui fait don de l'abbaye une semaine seulement après son mariage avec sa fille en 1536. C'est là qu'elle meurt de la peste en 1549.
Ebba est enterrée dans la cathédrale de Linköping et a sa propre pierre tombale.

## Descendance
1. Abraham (sv) (1512-1556)
2. Brigitte (sv)  (1514-1572)
3. Marguerite (1516-1551), seconde épouse de Gustave Vasa, reine de Suède (1536-1551)
4. Anne (sv) (1517-1540)
5. Sten (sv) (1518-1568)
6. Marthe (sv) (1520-1584)